# Behold the Failure
Behold the Failure è il secondo album in studio del gruppo musicale grindcore Mumakil, pubblicato nel 2009 dalla Relapse Records.

## Tracce
1. Brothers In Slavery — 01:21
2. Barbecue In Bhopal — 00:40
3. Get Wasted Or Die — 00:47
4. Black Sheep — 01:58
5. Whip Reward — 01:38
6. The Eye Of Wrath — 01:24
7. Control — 01:31
8. State Of War — 00:53
9. The Order Is Fucked Up — 01:05
10. I-Bomb — 01:22
11. Useless Fucks — 01:33
12. Without Grief — 01:22
13. Pigs On Fire — 00:59
14. Worms Of Chaos — 01:45
15. Daily Punishment — 01:26
16. Pisskeeper — 01:25
17. Behold The Failure — 01:07
18. Regression — 01:22
19. Wish You The Worst — 01:06
20. Let There Be Meat — 00:55
21. Parasites — 01:31
22. In Cold Blood — 00:54
23. Face Reality — 01:29
24. Apathy — 01:47
25. Crawler — 01:16
26. Mass Murder Institution — 01:43
27. Doomed — 01:25

## Formazione
- Thomas - voce
- Jéjé - chitarra
- Taverne - basso
- Benjamin Droz - basso
- Seb - batteria